# لويس جي. لي
لويس جي. لي (بالإنجليزية: Lewis G. Lee)‏ هو عسكري أمريكي، ولد في 19 يناير 1950 في كارولاينا الشمالية في الولايات المتحدة.